# Leichtathletik-Länderkampf der Männer 1958 BR Deutschland – Sowjetunion
| 9. Leichtathletik-Länderkampf mit bundesdeutscher Beteiligung 1958 | 9. Leichtathletik-Länderkampf mit bundesdeutscher Beteiligung 1958 |               |
| ------------------------------------------------------------------ | ------------------------------------------------------------------ | ------------- |
|                                                                    |                                                                    |               |
| Ländervergleich der Männer: BR Deutschland – Sowjetunion           |                                                                    |               |
| Austragungsort                                                     | Augsburg                                                           |               |
| Wettbewerbe                                                        | 20                                                                 |               |
| Datum                                                              | 20./21. September 1958                                             |               |
| 1. FRG 2. URS                                                      | 115 Punkte 105 Punkte                                              |               |
| Chronik                                                            |                                                                    |               |
| ← SUI-FRG Geher (M)                                                | FRG-URS (F) →                                                      | FRG-URS (F) → |

Der neunte Vergleich des Leichtathletik-Länderkämpfe mit bundesdeutscher Beteiligung 1958 war ein ganz besonderer Wettkampf. Zum ersten Mal traten die deutschen Männer gegen die Sowjetunion an, die stärkste Leichtathletiknation Europas der damaligen Zeit. Das Aufeinandertreffen fand am 20./21. September in Augsburg statt.

## Wettbewerbe und Modus
Auf dem Programm dieses in zwei Tagen durchgeführten Vergleichs standen die bei Länderkämpfen üblichen zwanzig Disziplinen. Aus dem olympischen Wettbewerbskatalog fehlten nur der Marathonlauf, die beiden Gehdisziplinen und der Zehnkampf. Gewertet wurde in den Einzeldisziplinen nach dem Standardsystem, in den Staffeln mit sieben zu vier Punkten.

## Ergebnis
Das Resultat war in den verschiedenen Disziplinbereichen sehr unterschiedlich. In den technischen Wettbewerben waren die sowjetischen Sportler hoch überlegen. Sie gewannen die vier Sprungwettbewerbe und drei der vier Disziplinen aus dem Bereich Wurf/Stoß, darunter waren auch drei Doppelerfolge. Von den Laufwettbewerben konnten die sowjetischen Vertreter dagegen nur zwei für sich entscheiden. Die bundesdeutschen Athleten lagen bei den technischen Disziplinen nur im Kugelstoßen vorn. Im Bereich Laufen entschieden sie acht Wettbewerbe für sich, vier davon mit Doppelerfolgen. Außerdem gewannen sie beide Staffeln. Besonders stachen die beiden Siege des bundesdeutschen Langstrecklers Ludwig Müller heraus, der seine Rennen über 5000 und 10.000 Meter gegen seine eindeutig favorisierten sowjetischen Gegner völlig überraschend gewinnen konnte und so als „Held von Augsburg“ in Erinnerung blieb. Am Ende entschied die Bundesrepublik Deutschland die Begegnung gegen die klar favorisierte und in den meisten Disziplinen in Bestbesetzung angetretene UdSSR mit 115 zu 105 Punkten für sich.

## Resultate

### 100 m
| Platz | Athlet           | Land | Zeit (s) |
| ----- | ---------------- | ---- | -------- |
| 1     | Armin Hary       | FRG  | 10,3     |
| 2     | Manfred Germar   | FRG  | 10,4     |
| 3     | Leonid Bartenjew | URS  | 10,6     |
| 4     | Juri Konowalow   | URS  | 10,7     |

Datum: 20. September

### 200 m
| Platz | Athlet           | Land | Zeit (s) |
| ----- | ---------------- | ---- | -------- |
| 1     | Manfred Germar   | FRG  | 20,8     |
| 2     | Armin Hary       | FRG  | 20,9     |
| 3     | Juri Konowalow   | URS  | 21,5     |
| 4     | Leonid Bartenjew | URS  | 21,6     |

Datum: 21. September

### 400 m
| Platz | Athlet             | Land | Zeit (s) |
| ----- | ------------------ | ---- | -------- |
| 1     | Carl Kaufmann      | FRG  | 47,1     |
| 2     | Johannes Kaiser    | FRG  | 47,4     |
| 3     | Ardalion Ignatjew  | URS  | 48,4     |
| 4     | Walentin Rachmanow | URS  | 50,0     |

Datum: 20. September

### 800 m
| Platz | Athlet           | Land | Zeit (min) |
| ----- | ---------------- | ---- | ---------- |
| 1     | Paul Schmidt     | FRG  | 1:49,8     |
| 2     | Herbert Missalla | FRG  | 1:50,8     |
| 3     | Georgi Goworow   | URS  | 1:51,8     |
| 4     | Jonas Pipynė     | URS  | 1:52,2     |

Datum: 21. September

### 1500 m
| Platz | Athlet           | Land | Zeit (min) |
| ----- | ---------------- | ---- | ---------- |
| 1     | Edmund Brenner   | FRG  | 3:45,4     |
| 2     | Klaus Ostach     | FRG  | 3:45,5     |
| 3     | Jonas Pipynė     | URS  | 3:48,0     |
| 4     | Jewgeni Momotkow | URS  | 3:49,3     |

Datum: 20. September

### 5000 m
| Platz | Athlet             | Land | Zeit (min) |
| ----- | ------------------ | ---- | ---------- |
| 1     | Ludwig Müller      | FRG  | 14:06,8    |
| 2     | Jewgeni Schukow    | URS  | 14:10,6    |
| 3     | Alexander Artynjuk | URS  | 14:13,8    |
| 4     | Herbert Roth       | FRG  | 14:30,2    |

Datum: 20. September

### 10.000 m
| Platz | Athlet           | Land | Zeit (min) |
| ----- | ---------------- | ---- | ---------- |
| 1     | Ludwig Müller    | FRG  | 29:52,6    |
| 2     | Nikolai Pudow    | URS  | 30:01,8    |
| 3     | Hubert Pärnakiwi | URS  | 30:37,2    |
| 4     | Xaver Höger      | FRG  | 30:42,2    |

Datum: 20. September

### 110 m Hürden
| Platz | Athlet            | Land | Zeit (s) |
| ----- | ----------------- | ---- | -------- |
| 1     | Martin Lauer      | FRG  | 13,8     |
| 2     | Anatoli Michailow | URS  | 13,9     |
| 3     | Bert Steines      | FRG  | 14,6     |
| 4     | Wassili Kusnezow  | URS  | 14,8     |

Datum: 21. September

### 400 m Hürden
| Platz | Athlet        | Land | Zeit (s) |
| ----- | ------------- | ---- | -------- |
| 1     | Juri Litujew  | URS  | 51,3     |
| 2     | Helmut Janz   | FRG  | 51,4     |
| 3     | Anatoli Julin | URS  | 52,1     |
| 4     | Heinz Hoß     | FRG  | 53,5     |

Datum: 20. September

### 3000 m Hindernis
| Platz | Athlet                | Land | Zeit (min) |
| ----- | --------------------- | ---- | ---------- |
| 1     | Semjon Rschischtschin | URS  | 8:54,4     |
| 2     | Hans Hüneke           | FRG  | 9:10,4     |
| 3     | Sergei Ponomarjow     | URS  | 9:14,6     |
| 4     | Heinz Laufer          | FRG  | 9:33,2     |

Datum: 21. September

### 4 × 100 m Staffel
| Platz | Besetzung      | Land                                                             | Zeit (s) |
| ----- | -------------- | ---------------------------------------------------------------- | -------- |
| 1     | BR Deutschland | Eduard Feneberg Martin Lauer Heinz Fütterer Manfred Germar       | 40,2     |
| 2     | Sowjetunion    | Igor Ter-Owanessjan Edwin Osolin Juri Konowalow Leonid Bartenjew | 40,4     |

Datum: 20. September

### 4 × 400 m Staffel
| Platz | Besetzung      | Land                                                                       | Zeit (min) |
| ----- | -------------- | -------------------------------------------------------------------------- | ---------- |
| 1     | BR Deutschland | Johannes Kaiser Carl Kaufmann Peter Adam Karl-Friedrich Haas               | 3:14,2     |
| 2     | Sowjetunion    | Konstantin Gratschew Leonid Bartenjew Abram Kriwoschejew Ardalion Ignatjew | 3:17,4     |

Datum: 21. September

### Hochsprung
| Platz | Athlet           | Land | Höhe (m) |
| ----- | ---------------- | ---- | -------- |
| 1     | Igor Kaschkarow  | URS  | 2,08     |
| 2     | Theo Püll        | FRG  | 2,06     |
| 3     | Peter Riebensahm | FRG  | 1,96     |
| 4     | Juri Stepanow    | URS  | 1,93     |

Datum: 20. September

### Stabhochsprung
| Platz | Athlet           | Land | Höhe (m) |
| ----- | ---------------- | ---- | -------- |
| 1     | Ihor Petrenko    | URS  | 4,20     |
| 2     | Klaus Lehnertz   | FRG  | 4,10     |
| 3     | Wladimir Bulatow | URS  | 4,00     |
| 4     | Dieter Möhring   | FRG  | 4,00     |

Datum: 21. September

### Weitsprung
| Platz | Athlet              | Land | Weite (m) |
| ----- | ------------------- | ---- | --------- |
| 1     | Igor Ter-Owanessjan | URS  | 7,53      |
| 2     | Peter Scharp        | FRG  | 7,34      |
| 3     | Ronald Krüger       | FRG  | 7,22      |
| 4     | Edwin Osolin        | URS  | 7,22      |

Datum: 20. September

### Dreisprung
| Platz | Athlet                | Land | Weite (m) |
| ----- | --------------------- | ---- | --------- |
| 1     | Oleg Rjachowski       | URS  | 15,68     |
| 2     | Leonid Schtscherbakow | URS  | 15,61     |
| 3     | Hermann Strauß        | FRG  | 14,89     |
| 4     | Norbert Weiser        | FRG  | 14,58     |

Datum: 21. September

### Kugelstoßen
| Platz | Athlet               | Land | Weite (m) |
| ----- | -------------------- | ---- | --------- |
| 1     | Hermann Lingnau      | FRG  | 17,30     |
| 2     | Wiktor Lipsnis       | URS  | 17,13     |
| 3     | Karl-Heinz Wegmann   | FRG  | 17,09     |
| 4     | Wladimir Lostschilow | URS  | 17,02     |

Datum: 20. September

### Diskuswurf
| Platz | Athlet              | Land | Weite (m) |
| ----- | ------------------- | ---- | --------- |
| 1     | Wladimir Trussenjow | URS  | 54,42     |
| 2     | Kim Buchanzow       | URS  | 53,27     |
| 3     | Martin Bührle       | FRG  | 49,46     |
| 4     | Otto Koppenhöfer    | FRG  | 47,16     |

Datum: 21. September

### Hammerwurf
| Platz | Athlet             | Land | Weite (m) |
| ----- | ------------------ | ---- | --------- |
| 1     | Anatoli Samozwetow | URS  | 66,13     |
| 2     | Wassili Rudenkow   | URS  | 64,36     |
| 3     | Willi Glotzbach    | FRG  | 57,75     |
| 4     | Hans Wulff         | FRG  | 55,10     |

Datum: 20. September

### Speerwurf
| Platz | Athlet            | Land | Weite (m) |
| ----- | ----------------- | ---- | --------- |
| 1     | Wladimir Kusnezow | URS  | 79,49     |
| 2     | Hans Schenk       | FRG  | 75,80     |
| 3     | Charles Wallmann  | URS  | 74,09     |
| 4     | Heinrich Will     | FRG  | 73,11     |

Datum: 21. September